# 小行星985
小行星985（985 Rosina）是一颗围绕太阳公转的小行星。
該小行星以發現者卡爾·威廉·萊茵姆特在曆書《Der Lahrer hinkende Bote》中選擇的女性人名羅西娜（Rosina）命名。

## 参数
这颗小行星的绝对星等为12.7等，自转周期为3.0126小时。